# 冷水道路
冷水道路（ひやみずどうろ）は、福岡県の飯塚市から筑紫野市に至る国道200号バイパスである。愛称は「うぐいすロード」。
かつては福岡県道路公社が有料道路として管理し冷水有料道路と称したが、2016年5月15日より無料開放された。無料化に伴い、福岡県に管理が移管された。

## 概要

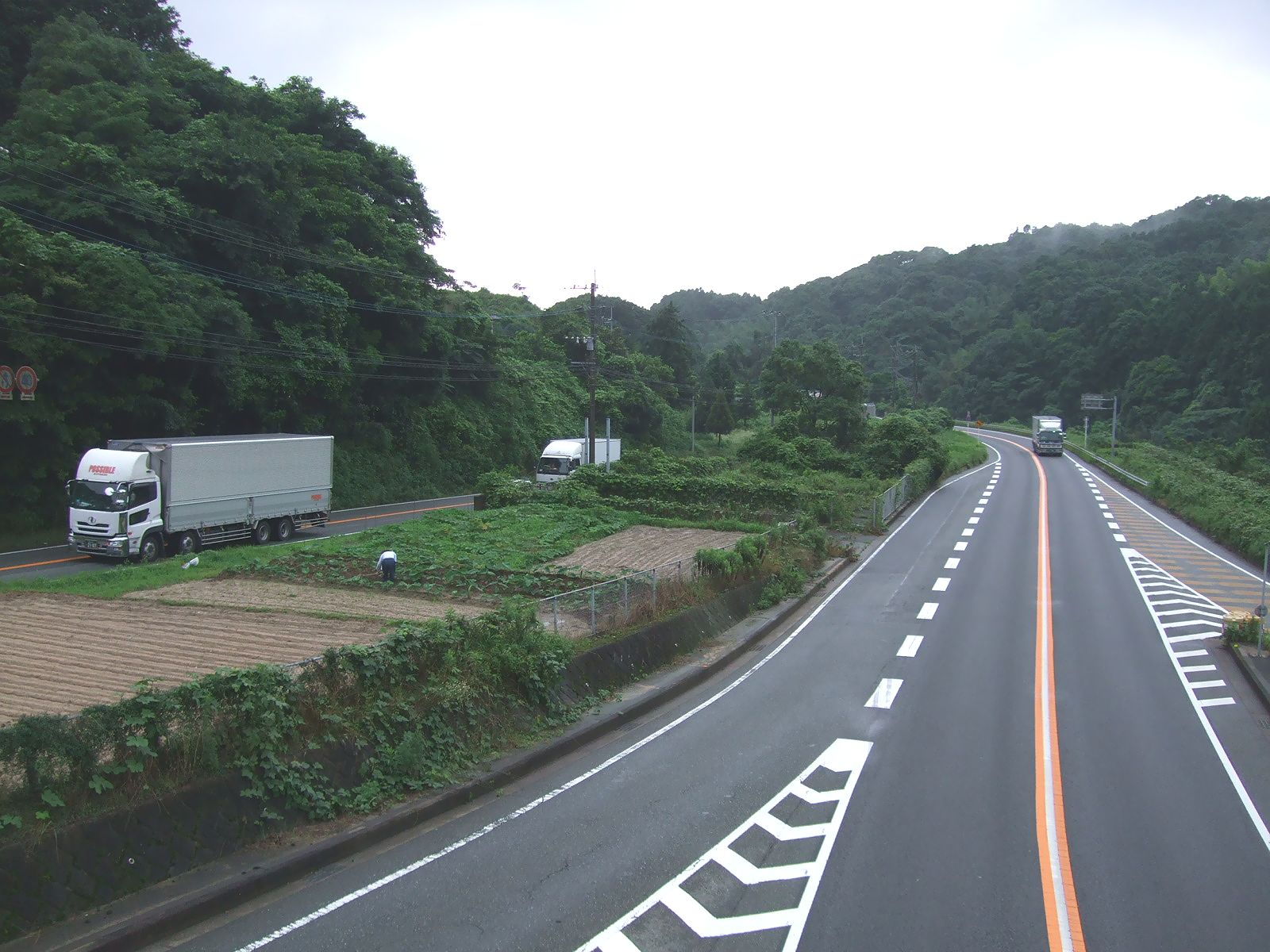
有料道路時代の冷水有料道路（右）と国道200号（左）。冷水道路が有料時代には、有料道路を避け国道200号旧道を通過する大型車も多かった。手前が飯塚方向、奥が筑紫野方向

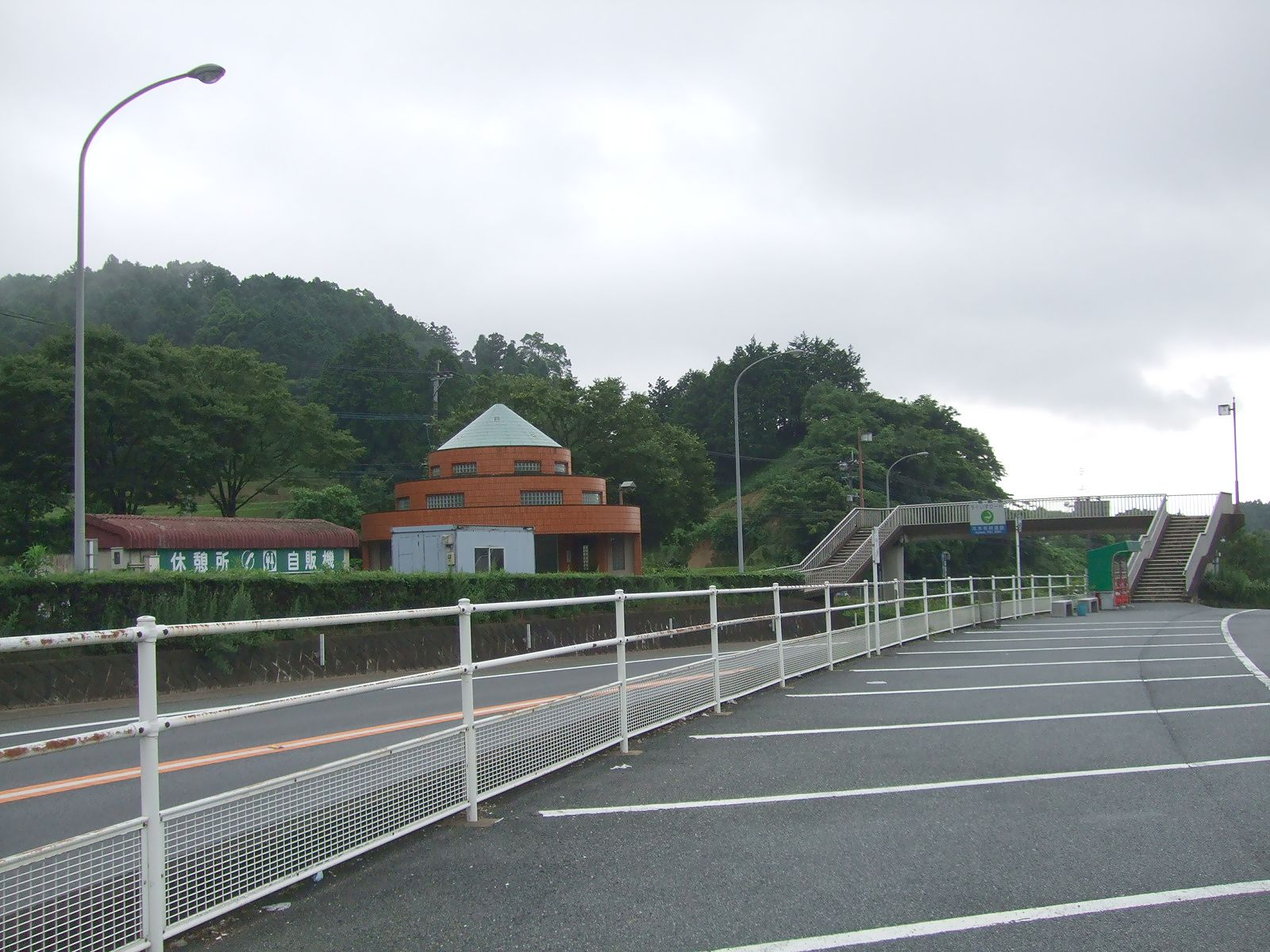
有料道路時代のパーキングエリア。撮影地点側（上り側）は駐車スペースのみ。反対側（下り側）にはトイレがある（奥に見える茶色の建物）。奥に見える歩道橋で両側を行き来可能だった。無料解放時に上下線とも閉鎖された。手前が飯塚方向、奥が筑紫野方向

急勾配・急カーブが多い国道200号の難所である冷水峠の下を冷水トンネルで貫き、飯塚市の内野地区と筑紫野市の山家地区を北東から南西に結ぶ道路である。バイパス区間は飯塚市内野地区から朝倉郡筑前町の朝日東交差点までである。終点側（筑紫野市大字山家）近くに旧料金所と管理事務所がある。管理事務所では冷水トンネルの遠隔監視も行っている。有料時代、旧料金所と冷水トンネルの間にパーキングエリア（トイレ・自動販売機のみ設置）があったが、無料化とともに閉鎖された。全線開通当初から2007年8月31日までは料金所・管理事務所を挟んで内野から山家地区の山家橋東交差点までが有料区間であった。
当道路は国道200号旧道に比べカーブが緩く、急勾配・急カーブを通らずに飯塚市と筑紫野市・国道3号方面や朝倉地方方面とを行き来する事が可能になっている。
山家橋東交差点までが有料であった頃は、冷水トンネルを通らず筑紫野市・筑前町内のみ利用する場合も有料であった。この有料区間を避け、並行する国道200号の筑紫野市山家地区の住宅街を通る大型車両の通行量の多さも問題になっていた。2007年9月1日に旧料金所から南西の山家橋東交差点までの区間を無料開放し、通行料金なしで山家地区の住宅街を避けてバイパス区間を通行することが可能となった。同時に他の区間の通行料金も値下げされたが、依然として有料区間を避けて旧道の峠を通る車も少なくなかった。
旧有料区間は50cc以下の原動機付自転車、軽車両、歩行者は通行禁止であるが自動車専用道路には指定されていない。
トンネルの前後部分は急勾配になっているため、峠がチェーン規制や通行止めになった際でも雪用タイヤまたはチェーンは必要である。

### 路線データ
- 起点：福岡県飯塚市内野（国道200号交点）
- 終点：福岡県筑紫野市大字山家（無料区間を含めた終点は朝倉郡筑前町、国道200号・国道386号交点）
- 全長：5.9 km（うちトンネル延長2,891 m）
- 規格：第3種第2級
- 車線数：2車線
- 設計速度：60 km/h

## 歴史
- 1983年3月1日 - 一部区間供用開始[注釈 2]
- 1985年6月 - 冷水トンネル（2,891 m）貫通
- 1987年4月18日 - 全区間（8.9 km）供用開始
- 2007年9月1日 - 料金所から山家橋東交差点までの区間を無料開放、内野から料金所までの区間を新通行料金で供用開始。
- 2009年8月13日 - 9月16日 - 中国・九州北部豪雨に伴い一時的に無料開放。
  - 7月26日の中国・九州北部豪雨により崖崩れが発生し、飯塚市桑曲地区内の国道200号が1.5 kmにわたって全面通行止めとなった。お盆の交通渋滞等を考慮し、同年8月13日午前0時より冷水有料道路は無料開放された。当初の予定では8月末までに工事を終了し、通行止め区間の復旧・料金徴収再開を行う予定であったが、工事が遅れたため無料期間が延長された。9月15日午後10時に片側交互通行により通行止め区間の通行が可能となり、16日午前0時より料金徴収が再開された。
- 2016年5月15日 - 料金徴収期間満了により無料開放される[3]。

## 有料時代の通行料金
※2014年4月1日- 2016年5月14日。
| 区分       | 料金  |
| ---------- | ----- |
| 普通車     | 210円 |
| 中型車     | 210円 |
| 大型車     | 310円 |
| 特大車     | 570円 |
| 軽自動車等 | 150円 |
| 軽車両等   | 020円 |

## 沿線
飯塚市南部の内野地区で旧道とバイパスが分岐する。そこから600 mほど進み筑豊本線と旧道をまたぎ越す。もう一度筑豊本線をまたぎ越し、いったん旧道と並行したあと右にカーブして旧道と別れ、冷水トンネルに入る。冷水トンネル内で飯塚市と筑紫野市の市境を越える。
冷水トンネルを出ると旧道と並行する。左カーブして進み、旧パーキングエリアを過ぎるといったん旧道と離れ南に向きを変える。そして旧道の浦の下交差点の上を通り、旧道と当道路を結ぶランプウェイと並行しつつ右にカーブして再び南西に向きを変え、700 mほど進むと旧料金所がある。そこから約1.5 km進んだ山家橋東交差点で県道77号と交差する。そこから直進して約1km進むと筑前町に入り、さらに約1 km先にある朝日東交差点がバイパスの終点となる。ここから直進すると国道200号の終点まで行くことができ、そこから筑紫野市原田地区・鳥栖方面に行くことができる。右折すると国道200号・県道112号の重複区間に入り、筑紫野市中心部や福岡方面に通じる。左折すると国道386号と県道112号の重複区間に入り、朝倉や日田方面に通じる。